# 班克斯斯普林斯 (路易斯安那州)
班克斯斯普林斯（英語：Banks Springs）是位於美國路易斯安那州考德威爾堂區的一個普查規定居民點。

## 人口
根據2020年美國人口普查的數據，班克斯斯普林斯的面積為8.12平方千米，當中陸地面積為8.12平方千米，而水域面積為0.00平方千米。當地共有人口1136人，而人口密度為每平方千米139.9人。